# Стелла де Гейн
Стелла де Гейн (нід. Stella de Heij, 17 січня 1968) — нідерландська хокеїстка на траві.
Бронзова призерка Олімпійських Ігор 1996 року.
Чемпіонка Європи 1995 року.
Бронзова призерка Трофею чемпіонів 1997 року.